# Latastia cherchii
Espèce
Statut de conservation UICN

 LC  : Préoccupation mineure
Latastia cherchii est une espèce de sauriens de la famille des Lacertidae.

## Répartition
Cette espèce est endémique du centre de la Somalie.

## Étymologie
Cette espèce est nommée en l'honneur de Maria Adelaide Cherchi (1927–1985).

## Publication originale
- Arillo, Balletto & Spanò, 1967 : Il genere Latastia Bedriaga in Somalia. Bollettino dei Musei e degli Istituti Biologici dell'Università di Genova, , vol. 35, no 229, p. 105-145.